# Olympique (Band)
Olympique ist eine österreichische Band aus Salzburg. Im Jahr 2015 war die Band für den Amadeus Austrian Music Award in der Kategorie Alternative „Pop / Rock“ nominiert.

## Bandmitglieder

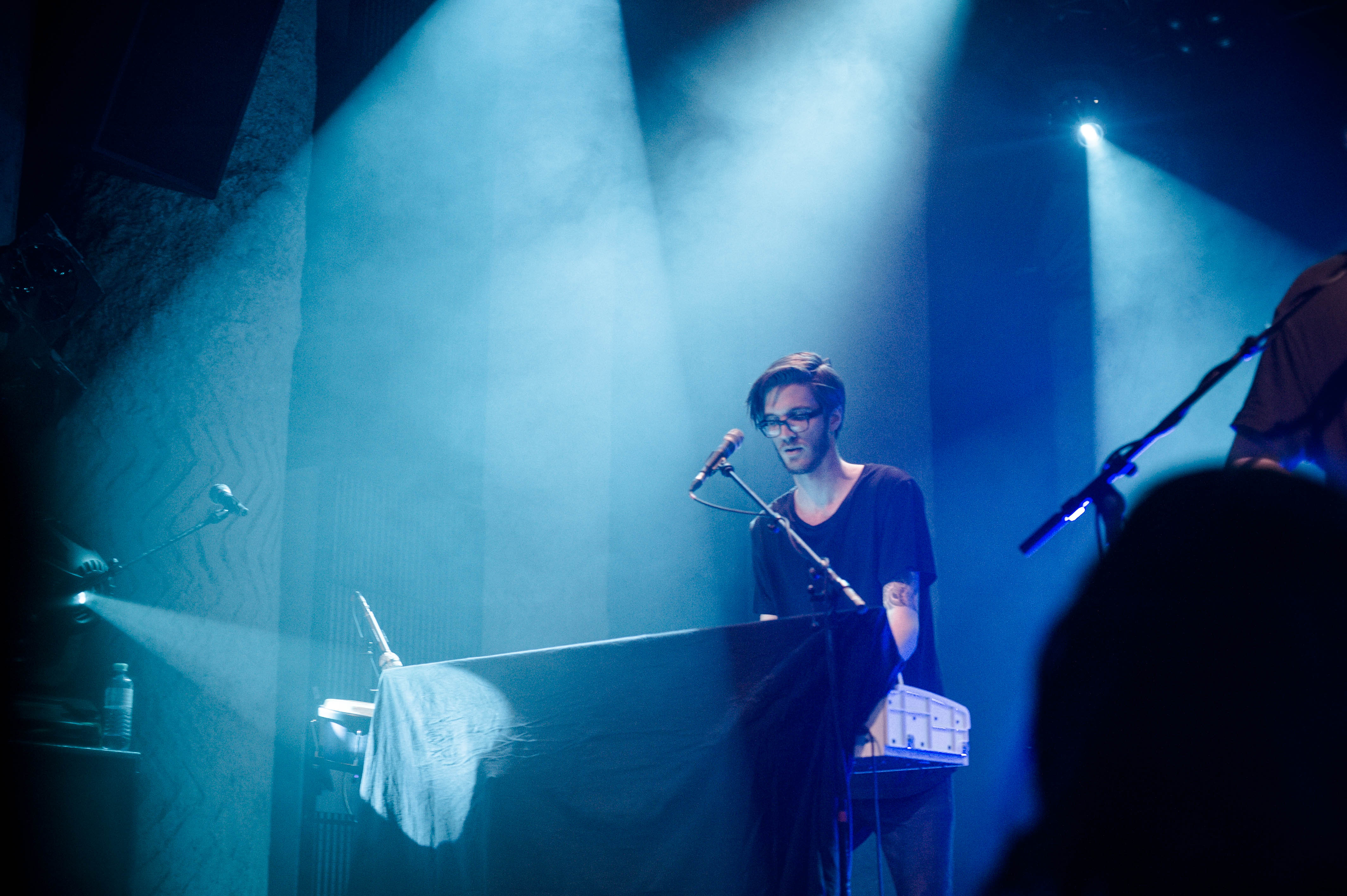
Leo-Constantin Scheichenost
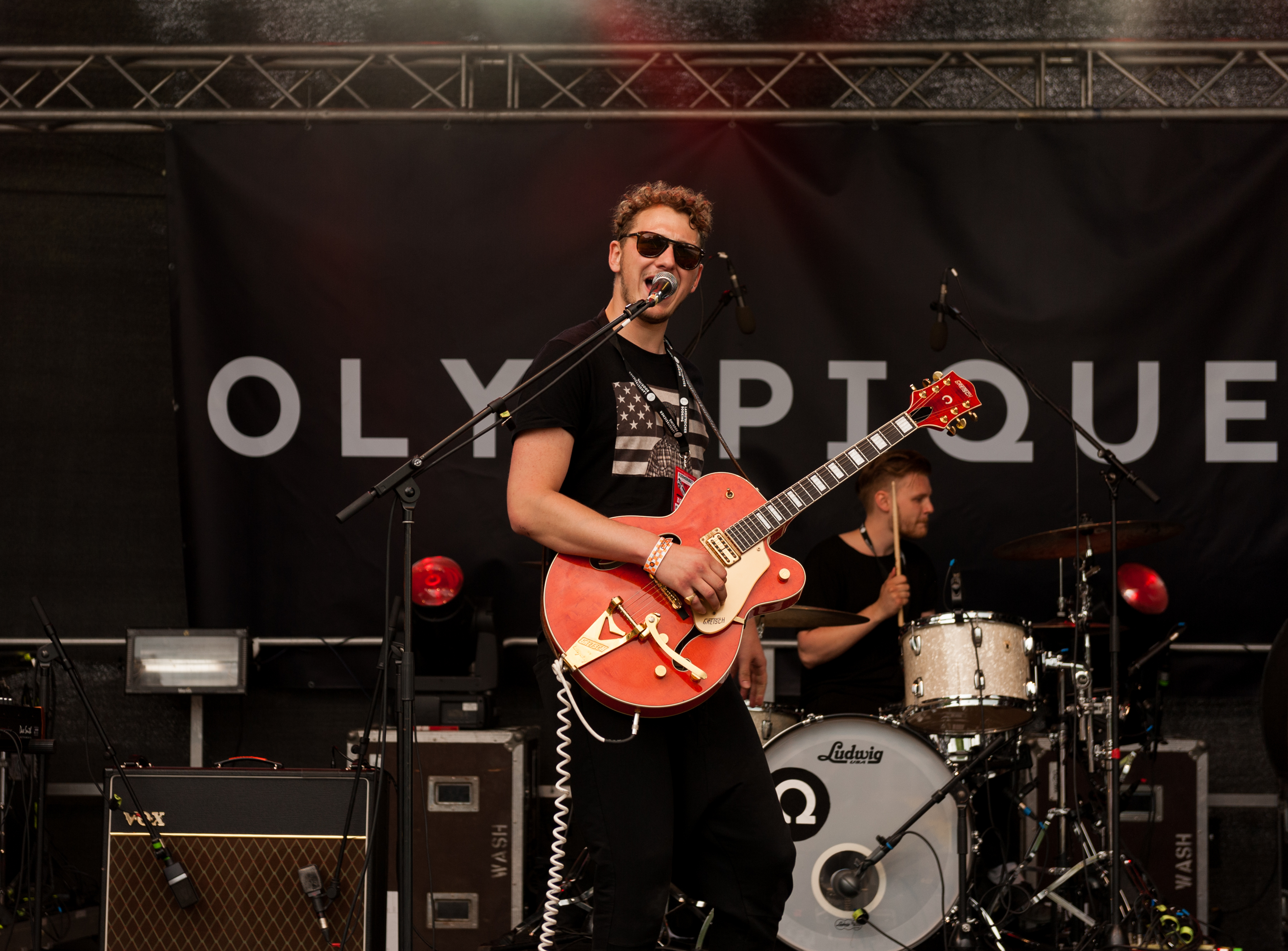
Fabian Woschnagg
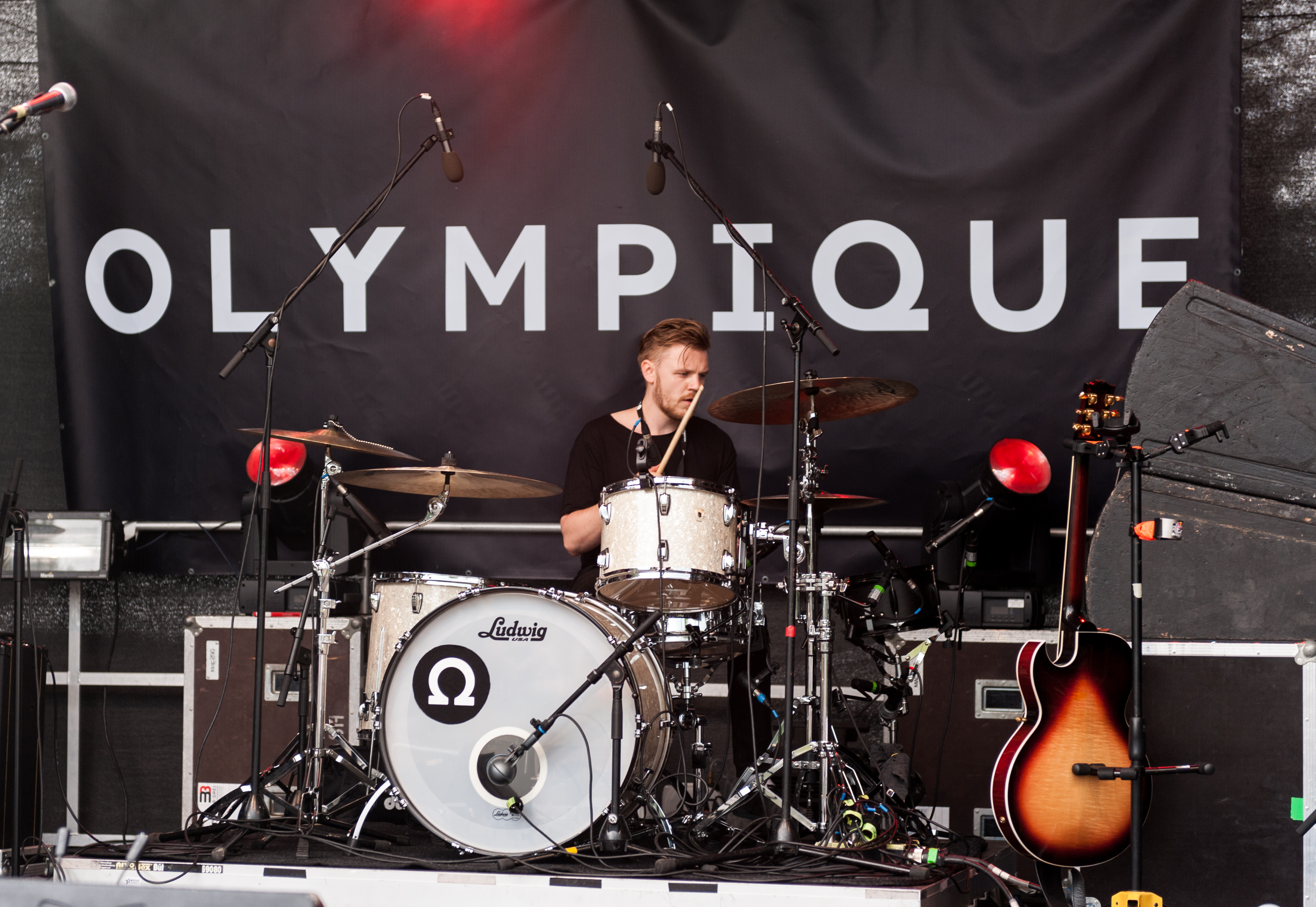
Nino Ebner

## Diskografie

### Alben
- 2014: Crystal Palace (Sony Music Entertainment)
- 2017: Chron

### EPs
- 2012: Olympique
- 2013: Eldorado

### Beiträge zu Kompilationen
- 2010: WannaPlayVienna.at - Indie Bands Get On Record
- 2012: Xtra Ordinary Vol. 15
- 2015: The Reason I Came auf Xtra Ordinary Vol. 18
- 2015: COOL Hits Made in Austria Vol.2